# 鈴木ゆうか
鈴木 ゆうか（すずき ゆうか、1996年（平成8年）10月1日 - ）は、日本の女性ファッションモデル、女優。『andGIRL』レギュラーモデル、元『non-no』専属モデル。
東京都出身。プラチナムプロダクション所属。2019年5月までは「鈴木 優華」名義で活動。

## 略歴
2014年9月20日発売の『non-no』11月号（集英社）から同誌の専属モデルとなる。同年11月15日公開の『神さまの言うとおり』で女優デビュー。
2016年2月、『MARS〜ただ、君を愛してる〜』でドラマデビューを果たす。4月に『週刊ヤングジャンプ』No.19号（集英社）にて初めて水着グラビアを披露した。
2019年5月17日に「鈴木優華」から「鈴木ゆうか」に改名した。7月14日 - 9月29日にかけAbemaTVで配信された『オオカミちゃんには騙されない』にて、恋をせずに恋しているふりをする「オオカミちゃん」の正体だったことが話題に。純粋な恋模様がティーンの間で人気となる。
2024年10月19日発売の『non-no』12月号をもって約10年間務めたnon-noの専属モデルを卒業。

## 人物
- 小学5年の頃から芸能界に憧れていたが、父親の反対もあって保留[5]。高校生になった後、憧れである桐谷美玲が『Seventeen』（集英社）から『non-no』に移ったのを知って、モデルになりたいと思った[5]。
- 土生瑞穂（櫻坂46元メンバーでJJ・CLASSY.モデル）は中学校の1年後輩で[8]、土生が鈴木を「優（ゆう）先輩」と呼び、土生のブログに鈴木が登場したことや[9]、鈴木のInstagramに土生が登場したことがあるほか、プライベートでも交流を持っている[10]。

## 出演

### 映画
- 神さまの言うとおり（2014年11月15日、東宝） - 生徒 役
- 炎上シンデレラ（2022年11月4日、キャンター） - 鈴原ゆりえ 役

### テレビドラマ

#### 鈴木優華 名義
- MARS〜ただ、君を愛してる〜（2016年2月14日 - 3月27日、日本テレビ） - 西野香織 役[5]
- A LIFE〜愛しき人〜 第5話（2017年2月12日、TBS）
- 俺のスカート、どこ行った? 第4話（2019年5月11日、日本テレビ） - アパレル店員 役

#### 鈴木ゆうか 名義
- 4分間のマリーゴールド（2019年10月11日 - 12月13日、TBS） - 遠藤琴 役[11]
- Re:フォロワー 第2話（2019年10月13日、朝日放送テレビ） - 下浦菜摘 役
- 年下彼氏 第8話「笑いの女神」（2020年5月3日、朝日放送テレビ） - ヒロイン・桜子 役[12]
- おしゃ家ソムリエおしゃ子! 第4話（2020年8月6日、テレビ東京） - 三瓶 役
- 極主夫道 第8話（2020年11月29日、読売テレビ制作・日本テレビ） - 女子高生 役
- おしゃれの答えがわからない（2021年2月28日 - 3月21日、日本テレビ） - 須藤愛華 役[13]
- ももいろ あんずいろ さくらいろ（2021年2月21日 - 3月28日、朝日放送テレビ） - 根岸有香 役[14]
- ガールガンレディ（2021年4月7日（6日深夜） - 6月9日（8日深夜）、MBS） - 大竹凛 役[15]
- JKからやり直すシルバープラン（2021年11月10日 - 12月29日、テレビ東京） - 主演・二ノ宮小百合 役（小宮璃央とダブル主演）[16]
- ナンバMG5 第6話 - 最終話（2022年5月25日 - 6月22日、フジテレビ） - 牧野弥生 役[17]
- ほんとにあった怖い話 夏の特別編2022「一言のあやまち」（2022年8月20日、フジテレビ） - 小山千尋 役[18]
- パパとムスメの7日間 第6話 - 最終話（2022年8月31日 - 9月14日、TBS） - 藤野凛花 役[19]
- それでも結婚したいと、ヤツらが言った。（2023年1月5日（4日深夜） - 2月23日（22日深夜）、テレビ東京） - 主演・篠原天音 役[20]
- スタンドUPスタート 第2話（2023年1月25日、フジテレビ） - 大森千里 役[21]
- ホスト相続しちゃいました（2023年4月18日 - 7月4日、関西テレビ・フジテレビ） - 神童ルイ / 夏美 役[22][23]
- 春は短し恋せよ男子。第7話 - 最終話（2023年6月5日 - 6月27日、日本テレビ） - 皆月紅 役[24]
- ソロ活女子のススメ3 第11話（2023年6月15日、テレビ東京） - コスプレ女子 役[25]
- 18/40～ふたりなら夢も恋も（2023年7月11日 - 9月12日、TBSテレビ） - 森尾恵美 役[26]
- 彼女たちの犯罪（2023年7月20日 - 9月22日、読売テレビ・日本テレビ） - 井川凪沙 役[27]
- 秘密を持った少年たち（2023年10月7日 - 、日本テレビ） - 白木絵里 役[28]
- 社内処刑人〜彼女は敵を消していく〜 第3話 - 最終話（2024年5月3日 - 6月21日、関西テレビ） - 峰岸英子 役[29]
- 満タサレズ、止メラレズ（2024年6月23日 - 、朝日放送テレビ） - 主演・町田美穂 役（筧美和子とダブル主演）[30]
- 問題物件 第1話（2025年1月15日、フジテレビ） - 志田清美 役[31]

### テレビ（バラエティ番組など）
- チャンハウス（2024年11月9日、フジテレビ）

### 情報番組
- ZIP! (2021年7月2日 - 日本テレビ)[32]

### 配信ドラマ
- 合コンの悪魔 〜サレ妻たちの華麗なる復讐〜（2025年3月24日、UniReel） - 矢島美月 役[33]

### ミュージックビデオ
- SHE'S「Un-science」
- Zero PLANET「win or lose ?」
- back number「怪盗」
- オーイシマサヨシ「恋はエクスプロージョン (feat.田村ゆかり)」
- マルシィ「ラブソング」[34]

### ファッションショー
- GirlsAward
  - GirlsAward 2014 AUTUMN/WINTER（2014年）[35]
  - GirlsAward 2015 SPRING/SUMMER（2015年）[36]
  - GirlsAward 2015 AUTUMN/WINTER（2015年）[37]
  - GirlsAward 2016 SPRING/SUMMER（2016年）[38]
  - GirlsAward 2016 AUTUMN/WINTER（2016年）[要出典]
  - Rakuten GirlsAward 2023 AUTUMN/WINTER（2023年9月30日、幕張メッセ）[39]
- 東京ガールズコレクション
  - 東京ガールズコレクション 2016 SPRING/SUMMER[40]
  - 第37回 マイナビ 東京ガールズコレクション 2023 AUTUMN／WINTER（2023年9月2日、さいたまスーパーアリーナ）[41]
  - CREATEs presents TGC KITAKYUSHU 2023 by TOKYO GIRLS COLLECTION（2023年10月7日、西日本総合展示場新館）[42]
  - SDGs推進 TGC しずおか 2024 by TOKYO GIRLS COLLECTION（2024年1月13日、ツインメッセ静岡 北館大展示場）[43]
  - oomiya presents TGC WAKAYAMA 2024 by TOKYO GIRLS COLLECTION（2024年2月3日、和歌山ビッグホエール）[44]
  - 麻生専門学校グループ presents TGC KUMAMOTO 2024 by TOKYOGIRLS COLLECTION（2024年4月13日、グランメッセ熊本）[45]
  - TGC MATSUYAMA 2024 by TOKYO GIRLS COLLECTION（2024年7月13日、愛媛県武道館）[46]
- 沖縄コレクション
  - OKINAWA COLLECTION 2023（2023年9月24日、波の上うみそら公園）[47]
  - ミュゼプラチナム Presents OKINAWA COLLECTION 2024（2024年6月15日、沖縄アリーナ）[48]
- ミュゼプラチナム Presents SAPPORO COLLECTION 2023 AUTUMN／WINTER（2023年11月4日、北海きたえーる）[49]

### CM
- 医療法人けんゆう会 レジーナクリニック
  - レジーナクリニックTVCM（2019年5月16日 - 2020年2月）[50][51]
  - レジクリダンス2020（2020年6月27日 - 2020年8月15日） - WebCM[52]
- タウングループ 「想いに触れる」編、「想いが見える」編（2019年12月27日 - 2020年3月）[53][54]
- ベルクラシック「モノローグ篇」、「おめでとう篇」（2021年12月28日 - ）[55][56]
- バンク・オブ・インキュベーション「恋庭」「ゲームで恋しよ」篇（2021年12月29日 - ） - WebCM[57]

### イベント
- 2024年カレンダー発売イベント（2023年11月18日、HMV＆BOOKS SHIBUYA）[58]

### 始球式
- 【日本生命セ・パ交流戦】　北海道日本ハムファイターズ vs 読売ジャイアンツ 2回戦（2022年5月28日、札幌ドーム）[59]
- 【日本生命セ・パ交流戦】 北海道日本ハムファイターズ vs 横浜DeNAベイスターズ 2回戦（2024年6月1日、エスコンフィールドHOKKAIDO）[60]

## 書籍

### 雑誌連載
- non-no（2014年9月20日 - 2024年10月19日、集英社） - 専属モデル[4]
- andGIRL（2024年12月6日 - 、DONUTS） - レギュラーモデル[2]

### 写真集
- ゆうペース （2021年7月20日）[61]

### カレンダー
- 2024年カレンダー（2023年11月18日発売）[58]
- 2025年カレンダー（2024年11月22日発売予定、わくわく製作所）[62]